# Meurtre de Pascal Sleiman
 (avril 2024).
Le 9 avril 2024, Pascal Sleiman (arabe : باسكال سليمان), un haut responsable du parti chrétien des Forces libanaises, a été tué par balle dans la région de Byblos (Jbeil), au Liban. Environ un jour et demi plus tard, son corps a été retrouvé en Syrie, provoquant l'indignation de la population chrétienne du Liban, qui a exprimé sa colère contre les ressortissants syriens dans le pays. Le meurtre a créé une ambiance délétère au Liban et un climat de défiance envers les exilés du conflit syrien. Lors de l'office de la messe des funérailles de Sleiman, le patriarche Raï a déclaré que les réfugiés syriens « constituent désormais un danger ». Cette affaire fait suite, depuis la fin de la guerre civile, à plusieurs autres disparitions de personnalités des Forces libanaises dans des circonstances obscures.

## Faits
Dans l'après-midi du 7 avril 2024, Pascal Sleiman, chef du bureau des Forces libanaises dans le caza de Byblos (Jbeil), est monté dans sa voiture au retour d'une visite de condoléances. Alors qu'il conduisait, il a été pris dans une embuscade lors d'une tentative présumée de vol (tentative de vol selon l'aveux des Syriens interpellés, mais réfuté par les Forces libanaises) de sa voiture à Khrabé par des assaillants non identifiés. Il est porté disparu, puis un jour et demi plus tard, son corps a été retrouvé en Syrie. Sa voiture est retrouvée abandonnée à Tripoli. Le corps de Pascal Suleiman a été transporté à l'hôpital Bassel el-Assad de Homs par la Croix-Rouge libanaise puis transporté au Liban.

## Réactions
À la suite du meurtre, des rumeurs ont laissé entendre que le Hezbollah était derrière le meurtre, mais les forces de sécurité libanaises ont affirmé que des mafieux syriens en étaient responsables. La découverte de son corps en Syrie et le rejet de la faute sur les réfugiés syriens ont provoqué la colère des chrétiens du Liban, qui se sont affrontés avec les réfugiés dans les rues à Byblos et à d'autres endroits du Liban. Le 10 avril, les chrétiens locaux de Bourj Hammoud ont déclaré aux migrants syriens de la région qu'ils devaient quitter tous les commerces et appartements de Bourj Hammoud avant le 12 avril. Le lendemain, des chrétiens ont distribué des tracts dans le quartier d'Achrafieh à Beyrouth, lançant un ultimatum aux réfugiés syriens pour qu'ils quittent les lieux avant le 12 avril (le lendemain),,.
Le ministre libanais de l'Intérieur a déclaré que la présence des réfugiés syriens au Liban devait cesser, et les forces de sécurité ont reçu pour instruction d'appliquer la loi libanaise aux réfugiés syriens sur le territoire libanais.
Malgré les résultats de l'enquête indiquant que des réfugiés syriens étaient impliqués dans le meurtre, les allusions à une implication de Hezbollah ont persisté. Pendant un discours du député du bloc parlementaire République forte appelant au retour rapide des réfugiés syriens, la foule l'interrompait en scandant « Terroriste, terroriste, Hezbollah terroriste ».
Les funérailles de Pascal Sleiman ont eu lieu le 12 avril 2024 à la cathédrale Saint-Georges de Byblos, où des milliers se sont rassemblés. La dépouille a été transportée pour être inhumée à son village natal de Mayfouk.
Lors des funérailles de Sleiman, le chef du parti des Forces libanaise Samir Geagea a appelé à l'unité du Liban et a déclaré que le combat des Forces libanaises n'était pas celui de la vengeance et du sectarisme.